# Запис орах код цркве Светог Архангела (Доње Видово)
Запис орах код цркве Светог Архангела (Доње Видово) се налази на парцели чији је власник Црквена општина.

## Локација
| Општина             | Параћин                                                                     |
| Катастарска општина | Доње Видово                                                                 |
| Потес               | Крушар                                                                      |
| Координате          | 43° 48′ 21″ С; 21° 23′ 05″ И / 43.805700000000002° С; 21.384799999999998° И |
| Надморска висина    | 127m                                                                        |

## Карактеристике
Дендрометријске вредности утврђене на терену и сателитским снимцима:
| Стабло                     | Орах |
| Висина стабла              | m    |
| Обим дебла                 | m    |
| Пречник крошње             | 11m  |
| Пречник дебла              | m    |
| Висина дебла до прве гране | m    |

## База записа
Запис је у оквиру Викимедија пројекта "Запис - Свето дрво" заведен под редним бројем 0518.